# Hermann Peter von Künigl
Hermann Peter Graf (von) Künigl, Freiherr zu Ehrenburg und auf der Warth (* 24. April 1765 in Bezdekau (Bezděkov), Böhmen; † 30. Mai 1853) entstammte der böhmischen Linie der Künigl von Ehrenburg. Er war Artillerist, Feldmarschall-Lieutenant und zuletzt österreichischer Feldzeugmeister. Graf Künigl nahm an 15 Feldzügen und 16 Hauptschlachten teil und ging nach 66 Dienstjahren in den Ruhestand.

## Leben
Hermann Peter war der jüngste Sohn von Sebastian Franz Graf Künigl (1720–1783) und Maria Theresia Gräfin von Czernin (1724–1800). Hermann trat mit 17 Jahren der Artillerie der kaiserlichen Armee bei, den ersten Einsatz hatte er 1789 bei Belgrad. Bei den Kämpfen 1794 um Quesnoy-sur-Deûle kämpfte er als Hauptmann gegen die französische Übermacht und geriet in Gefangenschaft, wurde aber dann ausgetauscht. 1796 zeichnete Hermann Peter sich bei Uckerath aus, 1800 wurde er Major im 1. und 1807 Oberstlieutenant im 4. Artillerie-Regiment. 1809 war Künigl Chef der Artillerie des 4. Armeecorps und wurde Oberst. Während der Schlacht bei Wagram wurde ihm sein Pferd, auf dem er saß, erschossen. 1812 wurde Hermann General-Major. Bei der Völkerschlacht bei Leipzig zeichnete er sich wieder aus und erhielt den russischen St. Annen-Orden 1. Klasse. Nach dem Krieg war er Artillerie-Direktor der Festung Mainz und dann bis 1821 Feld-Artillerie-Direktor der kais. Armee in Frankreich. Danach wurde Graf Künigl ins Hauptzeugamt in Wien gerufen, 1823 wurde er zweiter Inhaber des 1. Artillerie-Regiments. 1826 wurde er Feldmarschall-Lieutenant, 1834 wirkl. Geheimer Rat und 1838 erhielt er das Commandeurkreuz des St. Stephans Ordens. Schließlich wurde er 1841 zum Feldzeugmeister befördert und trat am 1. Juli 1848 nach 66-jähriger Dienstzeit in den Ruhestand. Hermann Peter hatte an 15 Feldzügen und 16 Hauptschlachten teilgenommen und starb unverheiratet mit 88 Jahren.

## Auszeichnungen
- Russischer Orden der Heiligen Anna (St.-Annen-Orden) 1. Klasse
- Commandeurkreuz des k.u. Sankt Stephans-Orden